# Näbbmusråtta
Näbbmusråttan (Blarinomys breviceps) tillhör familjen hamsterartade gnagare (Cricetidae) och är den enda arten i sitt släkte.

## Beskrivning
Trots namnet är den inte släkt med näbbmöss och inte heller med de egentliga råttorna (Rattus). Djuret förekommer i sydöstra Brasilien i bergstrakter som ligger cirka 800 meter över havet och som är täckta av regnskog. Utbredningsområdet sträcker sig över delstaterna Bahia, Espírito Santo, Rio de Janeiro och Minas Gerais.
Näbbmusråttan påminner snarare om en mullvad, ögonen är små och nästan gömda i pälsen, likaså är öronen små. Svansen är påfallande kort. Det enda som liknar näbbmöss är huvudets form. Pälsen bildas av mörkgråa hår som har bruna spetsar. Vid händerna förekommer fyra full utvecklade fingrar och en förminskad femte finger. De fyra fingrarna är utrustade med klor. Även vid de breda bakfötterna finns klor. Det vetenskapliga namnet för släktet, Blarinomys, innehåller Blarina, som är namnet för ett amerikanskt släkte näbbmöss.
Arten blir 13 till 16 cm lång (huvud och bål) och svanslängden är 3 till 5 cm. Djuret bygger underjordiska bon under lövtäcket. Tunneln går de första 25 cm nästan rakt ner och får sedan en mindre lutning. Som föda antas insekter och maskar. Några upphittade honor var dräktiga med en eller två ungar.